# Льерас Рестрепо, Карлос
Ка́рлос Лье́рас Рестре́по (исп. Carlos Lleras Restrepo; 12 апреля 1908, Богота, Колумбия — 27 сентября 1994, Богота) — президент Колумбии с 7 августа 1966 по 7 августа 1970. Член Колумбийской либеральной партии.
Учился в Институте Ла Салье и Национальном университете Колумбии, где изучал право. В 1929 году участвовал в съезде Либеральной партии и стал членом национального комитета партии. Позднее был сенатором и депутатом нижней палаты парламента от департамента Кундинамарка. В 1936-37 годах был генеральным контролёром Колумбии, в 1938-44 (с перерывами) был министром финансов. В 1966 году участвовал в президентских выборах как кандидат от Национального фронта и получил 1 881 502 (71,74%) голосов против 741 203 (28,26%) голосов у Хосе Харамильо Хиральдо.
В начале своего срока Льерас назвал своё правление национальной трансформацией (исп. Transformación Nacional). В период его президентства в рамках аграрной реформы тысячи крестьян получили землю. Льерас также провёл ряд социальных и экономических реформ, им был основан ряд правительственных агентств по развитию экономики и образования. Благодаря Льерасу экономика Колумбии стабилизировалась, однако ему не удалось принудить к миру леворадикальные группировки FARC и ELN. В 1968 году восстановил дипломатические отношения с СССР.